# 麻辣女強人
《麻辣女強人》（英語：Morning Glory）是一套在2010年播放的美國劇情性喜戲，由夏里遜·福，黛安·基頓和麗素·麥雅當絲領銜主演。

## 演員
- 瑞秋·麥亞當絲飾演貝琪·富拉 (Becky Fuller)

開始時為新澤西早晨 (Good Morning New Jersey) 晨早新聞的監製，後來被電視台裁退後轉戰到IBS電視網的晨間新聞節目的總監，要背起提高節目收視的重任。
- 哈里遜·福特飾演麥克·潘莫洛 (Mike Pomeroy)

著名記者，但近年因為脾氣古怪和不喜歡報導名人、花邊和任何軟性新聞而被IBS電視網投閒置散。最後被貝琪以某合約條件半逼半就下請到晨間新聞為新主持人。
- 黛安·基頓飾演寇琳·裴克 (Colleen Peck)

在破曉新聞當節目主持人多年，目見多位主播和總監離去。